# Elefante-marinho
O elefante-marinho (Mirounga) é um género (biologia) de mamífero carnívoro pinípede, focídeo, perfeitamente adaptado à vida aquática. Há duas espécies reconhecidas: 
- Elefante-marinho-do-norte, espécie ártica, habita o Pacífico, nas costas da Califórnia, México e Guadalupe.
- Elefante-marinho-do-sul

Os elefantes-marinhos são grandes mamíferos: a fêmea atinge 3,50 metros e o macho até 6,5 metros, pesando até 6 toneladas. A cabeça é grande, com olhos grandes e salientes e arcadas superciliares com pelos rígidos. Nos machos, o nariz alonga-se numa espécie de tromba, que originou o nome popular da espécie. Os membros anteriores, apesar de robustos, não proporcionam bom rendimento em terra; os posteriores, muito fortes, com cinco dedos e fendidos ao meio, formam uma espécie de remo cada um.
Os elefantes-marinhos passam cerca de 80% das suas vidas a nadar nos oceanos, podem estar até 80 minutos sem respirar e mergulhar até aos 1700 metros de profundidade.
A época de reprodução dura apenas cerca de um mês no Verão do hemisfério onde vivem. Neste período as fêmeas concentram-se em colónias numerosas localizadas em praias e separadas por haréns controlados por um macho dominante. A fêmea dá à luz uma cria, que amamenta apenas durante este período sem nunca se afastar para se alimentar. Ao fim deste tempo, já fecundada de novo, a fêmea regressa ao mar abandonando o harém e as crias. Cada macho dominante tem que lutar contra invasões de vizinhos e tentativas de usurpação, ao mesmo tempo que tenta cobrir o maior número possível de fêmeas no seu território. O stress da época de reprodução é tão grande para os machos que muitos deles morrem de exaustão no fim da estação. A esperança de vida média das fêmeas, que atingem a maturidade sexual aos 3-4 anos, é de cerca de 20 anos. Os machos só adquirem o estatuto de macho dominante por volta dos 8 e raramente vivem além dos 10-11 anos.
Os elefantes-marinhos foram caçados em abundância pela sua pele, gordura e óleos e estiveram à beira da extinção no século XIX. Atualmente estão fora de perigo, a sua caça é proibida e seus únicos predadores são a orca e o tubarão branco.